# Editha Camphausen

Editha Camphausen auf der Porträt-Postkarte K. 2340 des Verlags Photochemie

Johanna Editha Camphausen (* 1. Juni 1890 in Hannover; † 21. November 1945 in Kerpen) war eine deutsche Theater- und Stummfilmschauspielerin.

## Leben und Wirken
Die Tochter des Juweliers August Camphausen und seiner Frau Dora geb. Funke war zunächst am Deutschen Theater ihrer Heimatstadt Hannover engagiert, ehe sie während eines Aufenthalts in Wien spontan als Double für eine Reitszene vor die Kamera geholt wurde. Anschließend spielte sie Charakterrollen in einigen Sensationsfilmen, deren Titel jedoch nicht zu ermitteln sind. Nach ihrer Heirat mit dem Regisseur Otto Lins-Morstadt im Jahr 1916 war sie bei dessen Mercedes-Film GmbH als Hauptdarstellerin verpflichtet und trat vorrangig in sogenannten „Isar-Western“ in Erscheinung. Bereits 1920 war ihre kurzlebige Karriere beendet.
Editha Camphausen war dreimal verheiratet: Ab 1910 mit dem Ingenieur Paul Walkemeyer, von 1916 bis zur Scheidung 1922 mit Otto Lins-Morstadt und schließlich von 1929 bis zu ihrem Tod mit Josef Zilcken, dem Besitzer der Ahrburg im rheinländischen Golzheim, auf dessen Anwesen sie sich fortan der Pferdezucht widmete. Sie starb wenige Monate nach dem Ende des Zweiten Weltkriegs im Krankenhaus Kerpen an einer Lungenentzündung.

## Filmografie
- 1917: Totenkopfreiter
- 1918: Suchomlinow
- 1918: Das Mysterium des Kleinods
- 1919: Um hunderttausend Mark
- 1920: Die Geier der Goldgruben
- 1920: Das blaue Duell

## Bildergalerie

Das Mysterium des Kleinods (1918)
Das Mysterium des Kleinods
Das Mysterium des Kleinods